# Afera (singel)
Afera – siódmy singel polskiej piosenkarki Viki Gabor z jej debiutanckiego albumu studyjnego, zatytułowanego Getaway (Into My Imagination). Singel został wydany 16 października 2020.
Kompozycja znalazła się na 15. miejscu listy AirPlay – Top, najczęściej odtwarzanych utworów w polskich rozgłośniach radiowych.

## Powstanie utworu i historia wydania
Utwór napisali i skomponowali Dominic Buczkowski-Wojtaszek, Patryk Kumór, Małgorzata Uściłowska i Reece Pullinger.
Piosenka została umieszczona na debiutanckim albumie studyjnym Gabor – Getaway (Into My Imagination).
Pod koniec września 2020 wykonała utwór w akustycznej wersji w ramach Eska Hit Challenge. 17 października piosenka została zaprezentowana telewidzom stacji TVP2 w programie Pytanie na śniadanie. 15 stycznia 2021 singel został wykonany podczas finału Miss Polski Nastolatek.
Piosenka znalazła się w grupie dziewięciu polskich propozycji, spośród których polski oddział stowarzyszenia OGAE wyłaniał reprezentanta kraju na potrzeby plebiscytu OGAE Song Contest 2021. Kompozycja została nominowana do nagrody Bursztynowego Słowika na Top of the Top Sopot Festival 2021.

## „Afera” w stacjach radiowych
Nagranie było notowane na 15. miejscu w zestawieniu AirPlay – Top, najczęściej odtwarzanych utworów w polskich rozgłośniach radiowych.

## Teledysk
Do utworu powstał teledysk w reżyserii Dawida Ziemby, który udostępniono w dniu premiery singla za pośrednictwem serwisu YouTube.

## Twórcy
Opracowano na podstawie materiału źródłowego.
- Viki Gabor – wokal prowadzący
- Dominic Buczkowski-Wojtaszek – produkcja muzyczna, kompozytor, autor tekstu
- Patryk Kumór – produkcja muzyczna, kompozytor, autor tekstu
- Małgorzata Uściłowska – kompozytorka, autorka tekstu
- Reece Pullinger – kompozytor, autor tekstu
- Bartosz Kopyt – miksowanie, mastering, personel studia nagraniowego

## Notowania

### Pozycje na listach airplay
| Kraj   | Lista (2020)      | Najwyższa pozycja |
| ------ | ----------------- | ----------------- |
| Polska | AirPlay – Top     | 15                |
| Polska | AirPlay – Nowości | 5                 |

## Wyróżnienia
| Rok  | Konkurs                            | Kategoria          | Rezultat    |
| ---- | ---------------------------------- | ------------------ | ----------- |
| 2020 | Przebój roku RMF FM 2020           | Przebój roku       | 64. miejsce |
| 2021 | Top of the Top Sopot Festival 2021 | Bursztynowy Słowik | Nominacja   |

## That’s What She Said
That’s What She Said – singel promocyjny polskiej piosenkarki Viki Gabor z jej debiutanckiego albumu studyjnego, zatytułowanego Getaway (Into My Imagination). Singel został wydany 6 listopada 2020. Utwór jest angielską wersją singla „Afera”.
Kompozycja została umieszczona na debiutanckim albumie studyjnym – Getaway (Into My Imagination) w edycji deluxe.

### Teledysk
Do utworu powstał teledysk, który tak jak w przypadku polskiej wersji, reżyserem był Dawid Ziemba.